# Seaspeak
Il Seaspeak è un linguaggio controllato derivato dalla lingua inglese, sviluppato per facilitare la comunicazione tra imbarcazioni i cui staff parlano lingue differenti. È stato sostituito dal SMCP, Standard Marine Communication Phrases (traducibile in italiano con frasario standard per le comunicazioni marittime).
Ha un dizionario molto limitato ed una tendenza a incorporare parole straniere se l'inglese non sia dotato di un termine adatto allo scopo.
Linguaggi simili sono stati sviluppati anche per la comunicazione tra velivoli (airspeak) e tra treni (tunnelspeak).

## Storia
Il seaspeak è stato sviluppato nel 1985 a La Spezia durante il workshop sull'inglese marittimo dell'International Maritime Lecturers Association (IMLA), un progetto guidato dal capitano Fred Weeks.
In seguito al disastro della MS Scandinavian Star nel 1990, un incidente nella quale proprio la mancanza di un linguaggio comune ha impedito l'organizzazione di procedure di sicurezza, l'International Maritime Organization (IMO) ha aggiornato e arricchito il Seaspeak e lo Standard Maritime Communication Vocabulary (SMCV, in italiano vocabolario standard per le comunicazioni marittime). Da questo sforzo è nato il frasario standard per le comunicazioni marittime (SMCP), più tardi adottato ufficialmente dall'IMU con risoluzione A.198(22) nel novembre 2001 durante la XXII Assemblea.

## Esempio
Tra i vantaggi del Seaspeak c'è la possibilità di usare una singola breve frase per rimpiazzare una grande quantità di frasi. Ad esempio, "say again" può sostituire:
- Could not hear what you said, please repeat! (non ho sentito cos'hai detto, per favore ripetete)
- I did not understand, say that again. (Non ho capito, ripetere)
- Too much noise, repeat what you said! (troppo rumore, ripetete quello che avete detto)
- I am having difficulty hearing what you are saying! Please repeat what you were trying to say. (Ho difficoltà a sentire cosa state dicendo! Per favore, ripetete quello che stavate cercando di dire)
- There is too much noise on the line - I cannot understand you. (C'è troppo rumore sulla linea, non vi capisco).

Un vocabolario semplificato aiuta anche a superare eventuali problemi di comprensione causati dalle interferenze: la frase "say again" è sempre due parole e tre sillabe, ed è più facile da desumere, non importa quanto siano distorte, di una qualsiasi delle frasi sopra.